# Glenda Schroeder
Glenda Schroeder és una enginyera de software estatunidenca coneguda per haver implementa la primera interfície de línia d'ordres i va publicar un dels primers articles descrivint un sistema de correu electrònic mentre treballava com a membre de l'equip del Centre de computació del MIT al 1965.
Els primers sistemes operatius tenien una interfície de línies d'ordres implementades com a part del monitor resident i no es podien bescanviar entre versions. Al 1964, Louis Pouzin del Computation Center del MIT, va desenvolupar RUNCOM, que permetia executar scripts de comandes permetent substitució d'arguments. Pouzin va posar el nom "shell" per descriure la tècnica d'usar comandes com un llenguatge de programació, i va escriure un article descrivint com implementar la idea en el sistema operatiu Multics. Pouzin va tornar a França el 1965, i Schroeder va desenvolupar el primer shell per Multics amb l'ajuda d'un home no identificat de General Electric. Aquest shell per Multics va ser el predecessor del shell d'Unix, que encara s'usa.
Treballant conjuntament amb Pat Cristman i Louis Pouzin, van descriure un sistema de correu electronic, anomenat "MAIL" que permetria als usuaris del Compatible Time-Sharing System (CTSS) al MIT enviar notificacions entre ells sobre fitxers de backup. Cada missatge de cada usuari s'afegiria a un fitxer local anomenat "MAIL BOX", que seria privat, de manera que només el propietari podria llegir o esborrar missatges. El servei només preveia enviar missatges entre usuaris a la mateixa màquina. La idea d'enviar missatges entre diferents ordinadors va desenvolupat per Ray Tomlinson al 1971.